# 3078 Horrocks
3078 Horrocks је астероид главног астероидног појаса. Приближан пречник астероида је 29,92 ,
а средња удаљеност астероида од Сунца износи 3,147 астрономских јединица (АЈ).
Инклинација (нагиб) орбите у односу на раван еклиптике је 7,096 степени, а орбитални период износи 2039,585 дана (5,584 година). Ексцентрицитет орбите астероида износи 0,099.
Апсолутна магнитуда астероида износи 11,60 а геометријски албедо 0,045.
Астероид је откривен 31. марта 1984. године.